# Tulca (gmina)
Tulca – gmina w Rumunii, w okręgu Bihor. Obejmuje miejscowości Căuașd i Tulca. W 2011 roku liczyła 2773 mieszkańców.